# Slag bij Hochkirch
De Slag bij Hochkirch was een veldslag op 14 oktober 1758 tijdens de Zevenjarige Oorlog tussen een Pruisisch leger van 30.000-36.000 man onder bevel van Frederik de Grote en een Oostenrijks leger van 80.000 man onder leiding van maarschalk Leopold Joseph von Daun. De slag vond plaats bij Hochkirch in Saksen. De Pruisische cavalerie werd aangevoerd door Christoph Karl von Bülow.
Koning Frederik de Grote verwachtte geen aanval van de Oostenrijkers, omdat deze al enige maanden zich redelijk passief hadden opgesteld. Daun merkte dat de Pruisen geen sterke verdedigende positie innamen en besloot gebruik te maken van zijn 3:1 overwicht. Hij viel om 05.00 's ochtends aan, gebruikmakend van duisternis en mist. De verrassing aan Pruisische zijde was groot.
Na zonsopgang kon men eindelijk vriend van vijand onderscheiden. De twee legers manoeuvreerden rond het dorpje Hochkirch, dat tot de grond toe afbrandde. Een grote Pruisische tegenaanval bracht de Oostenrijkers veel schade toe, maar de Oostenrijkse overmacht stelde hen in staat de Pruisische flanken onder druk te zetten. De Pruisen vielen terug op Hochkirch, maar konden ook daar niet standhouden. Rond 10 uur in de morgen trokken zij zich terug naar het noordwesten. Tijdens de slag vielen de Pruisische generaals James Keith en Friedrich Franz von Braunschweig-Wolfenbüttel.

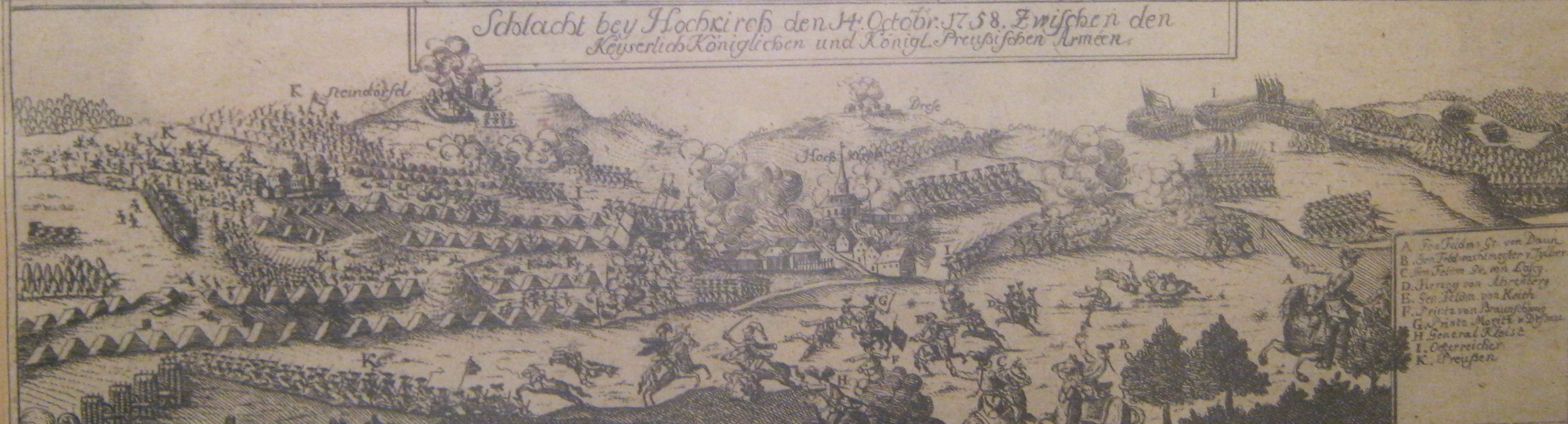
Slag bij Hochkirch (anonieme ets 1760)